# Lithurgus cognatus
Lithurgus cognatus is een vliesvleugelig insect uit de familie Megachilidae. De wetenschappelijke naam van de soort is voor het eerst geldig gepubliceerd in 1868 door Smith.